# روسباخ ام پاسگشوت
روسباخ ام پاسگشوت (به آلمانی: Rußbach am Paß Gschütt) یک منطقهٔ مسکونی در اتریش است که در ایالت زالتسبورگ واقع شده‌است. روسباخ ام پاسگشوت ۳۴٫۰۱ کیلومتر مربع مساحت دارد ۸۱۳ متر بالاتر از سطح دریا واقع شده‌است.